# Segunda División 1930/31
Die Segunda División 1930/31 war die dritte Spielzeit der zweithöchsten spanischen Fußballliga. Sie begann am 7. Dezember 1930 und endete am 5. April 1931. Als Absteiger aus der Primera División nahm Athletic Madrid an der Saison teil, als Aufsteiger aus der Tercera División CD Castellón. Meister wurde der FC Valencia.

## Abschlusstabelle
| Pl. | Verein              | Sp. | S  | U | N  | Tore    | Quote | Punkte |
| --- | ------------------- | --- | -- | - | -- | ------- | ----- | ------ |
| 1.  | FC Valencia         | 18  | 12 | 2 | 4  | 037:250 | 1,48  | 26:10  |
| 2.  | FC Sevilla          | 18  | 10 | 3 | 5  | 042:260 | 1,62  | 23:13  |
| 3.  | Athletic Madrid (A) | 18  | 11 | 1 | 6  | 047:310 | 1,52  | 23:13  |
| 4.  | Sporting Gijón      | 18  | 8  | 2 | 8  | 050:310 | 1,61  | 18:18  |
| 5.  | CD Castellón (N)    | 18  | 6  | 6 | 6  | 027:310 | 0,87  | 18:18  |
| 6.  | Betis Sevilla       | 18  | 7  | 3 | 8  | 025:390 | 0,64  | 17:19  |
| 7.  | Real Murcia         | 18  | 6  | 2 | 10 | 028:450 | 0,62  | 14:22  |
| 8.  | Real Oviedo         | 18  | 4  | 6 | 8  | 039:410 | 0,95  | 14:22  |
| 9.  | Deportivo La Coruña | 18  | 6  | 2 | 10 | 032:430 | 0,74  | 14:22  |
| 10. | Iberia SC           | 18  | 5  | 3 | 10 | 023:380 | 0,61  | 13:23  |

Platzierungskriterien: 1. Punkte – 2. Direkter Vergleich  – 3. Torquotient – 4. geschossene Tore
| (A) | Absteiger der Saison 1929/30       |
| (N) | Neuaufsteiger der Tercera División |

## Nach der Saison
Aufsteiger in die Primera División
- 01. – FC Valencia

 Absteiger in die Tercera División
- 10. – Iberia SC

 Absteiger aus der Primera División
- Catalunya FC

 Aufsteiger in die Segunda División
- Celta Vigo